# اوسانا
اوسانا (به ایتالیایی: Ossana) یک کومونه در ایتالیا است که در ترنتینو واقع شده‌است.

## خصوصیات
اوسانا ۲۵٫۲ کیلومترمربع مساحت و ۷۸۶ نفر جمعیت دارد.